# فابیان واگنر
فابیان واگنِر (به انگلیسی: Fabian Wagner؛ زادهٔ ۲۵ آوریل ۱۹۷۸) فیلم‌بردار اهل آلمان است. وی دانش‌آموختهٔ «مدرسهٔ فیلمسازی نورثرن» است و از سال ۲۰۰۴ میلادی تاکنون، مشغول فعالیت بوده‌است.
از جمله فیلم‌ها یا مجموعه‌های تلویزیونی که وی در آن‌ها، نقش داشته‌است می‌توان به بازی تاج‌وتخت، لیگ عدالت زک اسنایدر، شرلوک و خاندان اژدها اشاره کرد.

## فیلم‌شناسی

### سینما
| سال تولید | نام                  | کارگردان             |
| --------- | -------------------- | -------------------- |
| ۲۰۱۵      | افسانه بارنی تامسون  | رابرت کارلایل        |
| ۲۰۱۵      | ویکتور فرانکنشتاین   | پل مک‌گوگان           |
| ۲۰۱۷      | لیگ عدالت            | زک اسنایدر جاس ویدون |
| ۲۰۱۸      | ارباب                | جولیوس ایوری         |
| ۲۰۲۱      | لیگ عدالت زک اسنایدر | زک اسنایدر           |
| ۲۰۲۴      | ونوم: آخرین رقص      | کلی مارسل            |
| ۲۰۲۶      | اربابان جهان         | تراویس نایت          |

### تلویزیون
| سال       | نام مجموعه       |
| --------- | ---------------- |
| ۲۰۰۹      | خیابان           |
| ۲۰۱۱–۲۰۰۹ | شیادها           |
| ۲۰۱۱      | سربازرس بنکس     |
| ۲۰۱۲      | شرلوک            |
| ۲۰۱۴–۲۰۱۳ | پلیدی‌های داوینچی |
| ۲۰۱۹–۲۰۱۴ | بازی تاج‌وتخت     |
| ۲۰۱۹      | تاج              |
| ۲۰۲۲      | خاندان اژدها     |